# 田中健太 (演出家)
田中 健太（たなか けんた、1980年2月14日 - ）は、TBSテレビの社員で制作局ドラマ制作部所属のテレビドラマのディレクター・演出家。父は声優の田中秀幸。

## 略歴・人物
明治学院東村山高等学校、早稲田大学卒業後、2005年入社。
同期入社に、元TBSアナウンサーの青木裕子・岡村仁美・新井麻希、ドラマ制作部の飯田和孝、嵯峨祥平、石井大貴、報道記者の宮本晴代がいる。
2013年、『半沢直樹』第8話でディレクターデビュー。
2018年、『陸王』で第95回ザテレビジョンドラマアカデミー賞監督賞を受賞。
2020年、『半沢直樹』で第105回ザテレビジョン ドラマアカデミー賞 監督賞受賞（福澤克雄、松木彩と共に）。
2022年、『マイファミリー』で第112回ザテレビジョン ドラマアカデミー賞 監督賞受賞（平野俊一、宮崎陽平、富田和成と共に）　

## テレビドラマ

### 演出補
- クロサギ（2006年[5]）
- 華麗なる一族（2007年）（TBS開局55周年記念ドラマ）
- 3年B組金八先生 第8シーズン（2007年）
- そうか、もう君はいないのか（2009年）
- ラブシャッフル（2009年）
- 冬のサクラ（2011年）
- 美男ですね（2011年・プロデューサー補）
- 南極大陸（2011年）（TBS開局60周年記念ドラマ）
- 花嫁（2012年）
- MONSTERS（2012年）
- TAKE FIVE（2013年）
- 半沢直樹（2013年）
- LEADERS リーダーズ（2014年）（TOYOTA自動車全面協力　二夜連続大型ドラマ）
- レッドクロス〜女たちの赤紙〜（2015年）（TBSテレビ60周年特別企画二夜連続ドラマ）

### 演出
太字はチーフディレクター
- 半沢直樹（2013年・初演出・2020年）
- 隠蔽捜査（2014年）
- ルーズヴェルト・ゲーム（2014年）
- 流星ワゴン（2015年）
- 3つの街の物語（2015年）
- 下町ロケット（2015年・2018年）
- 悪党たちは千里を走る（2016年）
- コック警部の晩餐会（2016年・プロデューサー）
- 小さな巨人（2017年・初チーフ演出）
- 陸王（2017年）
- ブラックペアン（2018年）
- 集団左遷!!（2019年）
- ノーサイド・ゲーム（2019年）
- 恋はつづくよどこまでも（2020年）
- オー!マイ・ボス!恋は別冊で（2021年）
- DCU（2022年）
- マイファミリー（2022年）
- クロサギ（2022年）
- ペンディングトレイン-8時23分、明日 君と（2023年）
- トリリオンゲーム（2023年）
- アンチヒーロー（2024年）
- クジャクのダンス、誰が見た?（2025年）

## バラエティ

### 出演
- TBSスター育成プロジェクト 私が女優になる日_（2021年・審査員として）

### 演出
- モクバラナイト『〜初出しエピソードが旅の資金に〜旅ングアウト』（2022年）
- 〜アーティスト別モノマネ頂上決戦〜俺にアイツを歌わせたら右に出るものはいない（2023〜2025年）
- 〜パフォーマンス別頂上決戦〜俺の右に出るものはいない（2025年）

## 受賞歴
2017年
- 第95回ザテレビジョンドラマアカデミー賞 監督賞（福澤克雄と共に）（『陸王』）

2020年
- 第105回ザテレビジョンドラマアカデミー賞 監督賞受賞（福澤克雄、松木彩と共に）（『半沢直樹』）[4]

2022年
- 第112回ザテレビジョンドラマアカデミー賞 監督賞受賞（平野俊一、宮崎陽平、富田和成と共に）（『マイファミリー』）